# Campeonato Europeo de Remo de 1908
El XVI Campeonato Europeo de Remo se celebró en Lucerna (Suiza) en 1908 bajo la organización de la Federación Internacional de Sociedades de Remo (FISA).
En total se disputaron cinco pruebas diferentes, todas ellas en la categoría masculina.

## Resultados

### Masculino
| Evento                 | Oro | Plata | Bronce |
| ---------------------- | --- | --- | --- |
| Scull individual M1X   | Gaston Delaplane Francia | Ernst Hürlimann · Suiza                                                                                     | — |
| Doble scull M2X        | Jozef Hermans · Xavier Crombet · Bélgica | Emilio Sacchini Erminio Dones Italia                                                                        | H. de Kok · Max Geldner · Suiza |
| Dos con timonel M2+    | Guillaume Visser · Urbain Molmans · Rodolphe Colpaert (t) · Bélgica | Ercole Olgeni Scipione Del Giudice Giuseppe Mion (t) Italia                                                 | Francia |
| Cuatro con timonel M4+ | Ercole Olgeni Scipione Del Giudice Mario Tres Brenno Del Giudice Giuseppe Mion (t) Italia                                                                                            | Rodolphe Poma · Oscar De Somville · Polydore Veirman · Oscar Taelman · NC (t) · Bélgica                     | Albert Breuleux · L. Peter · Th. Schmid · P. Ottiker · E.-W. von Seckendorff (t) · Suiza                                                                           |
| Ocho con timonel M8+   | Rodolphe Poma · Oscar De Somville · Polydore Veirman · François Vergucht · Georges Mys · Stanislas Kowalski · Marcel Morimont · Oscar Taelman · Raphael Van der Waeren (t) · Bélgica | Lucien Roche Pierre Herbinet Marius Lejeune Jobelin Terrail Georges Lejeune Peyrouni Besland NC (t) Francia | Giovanni Brunialti Alberto Del Nunzio Archimede De Gregori Alfredo Tuzi Armando Garroni Guido De Cupis Antonio Cortesi Alfonso Serventi Antonio Mazzola (t) Italia |

## Medallero
| Núm. | País    | Oro | Plata | Bronce | Total |
| ---- | ------- | --- | ----- | ------ | ----- |
| 1    | Bélgica | 3   | 1     | 0      | 4     |
| 2    | Italia  | 1   | 2     | 1      | 4     |
| 3    | Francia | 1   | 1     | 1      | 3     |
| 4    | Suiza   | 0   | 1     | 2      | 3     |
|      | TOTAL   | 5   | 5     | 4      | 14    |